# Kohfidisch
Kohfidisch è un comune austriaco di 1 459 abitanti nel distretto di Oberwart, in Burgenland; ha lo status di comune mercato (Marktgemeinde). Nel 1971 ha inglobato i comuni soppressi di Badersdorf, Harmisch e Kirchfidisch; nel 1993 Badersdorf riacquistò la propria autonomia.